# Pianoconcert nr. 1 (Stojanov)
Het Pianoconcert nr. 1 in d mineur is een compositie van de Bulgaarse componist Veselin Stojanov.
Het pianoconcert bestaat uit drie delen:
1. Allegro
2. Adagio
3. Moderato

Stojanov droeg het werk op aan de schrijfster Evelyne Boukoff en de mezzo-sopraan Yana Boukoff. Het werk is geschreven in de Neo-Romantieke majestueuze pianoconcerttraditie van de Russische componist Sergej Rachmaninov.